# Rosoy (Oise)
Rosoy ist eine französische Gemeinde mit 622 Einwohnern (Stand: 1. Januar 2022) im Département Oise in der Region Hauts-de-France. Sie gehört zum Arrondissement Clermont und zum Kanton Clermont (bis 2015: Kanton Liancourt). Cinqueux gehört zum Gemeindeverband Communauté de communes du Liancourtois. 

## Geographie

### Lage
Rosoy liegt etwa 25 Kilometer westsüdwestlich von Compiègne und etwa 54 Kilometer nordnordöstlich von Paris. Im Osten liegen die Salzwiesen von Sacy-le-Grand.

### Nachbargemeinden
| Bailleval | Labruyère                                   | Sacy-le-Grand |
|           | Kompassrose, die auf Nachbargemeinden zeigt | Cinqueux      |
| Liancourt | Angicourt, Verderonne                       |               |

## Bevölkerungsentwicklung
| Jahr                      | 1962 | 1968 | 1975 | 1982 | 1990 | 1999 | 2006 | 2013 |
| Einwohner                 | 180  | 162  | 260  | 386  | 429  | 592  | 617  | 612  |
| Quelle: Cassini und INSEE |      |      |      |      |      |      |      |      |

## Sehenswürdigkeiten

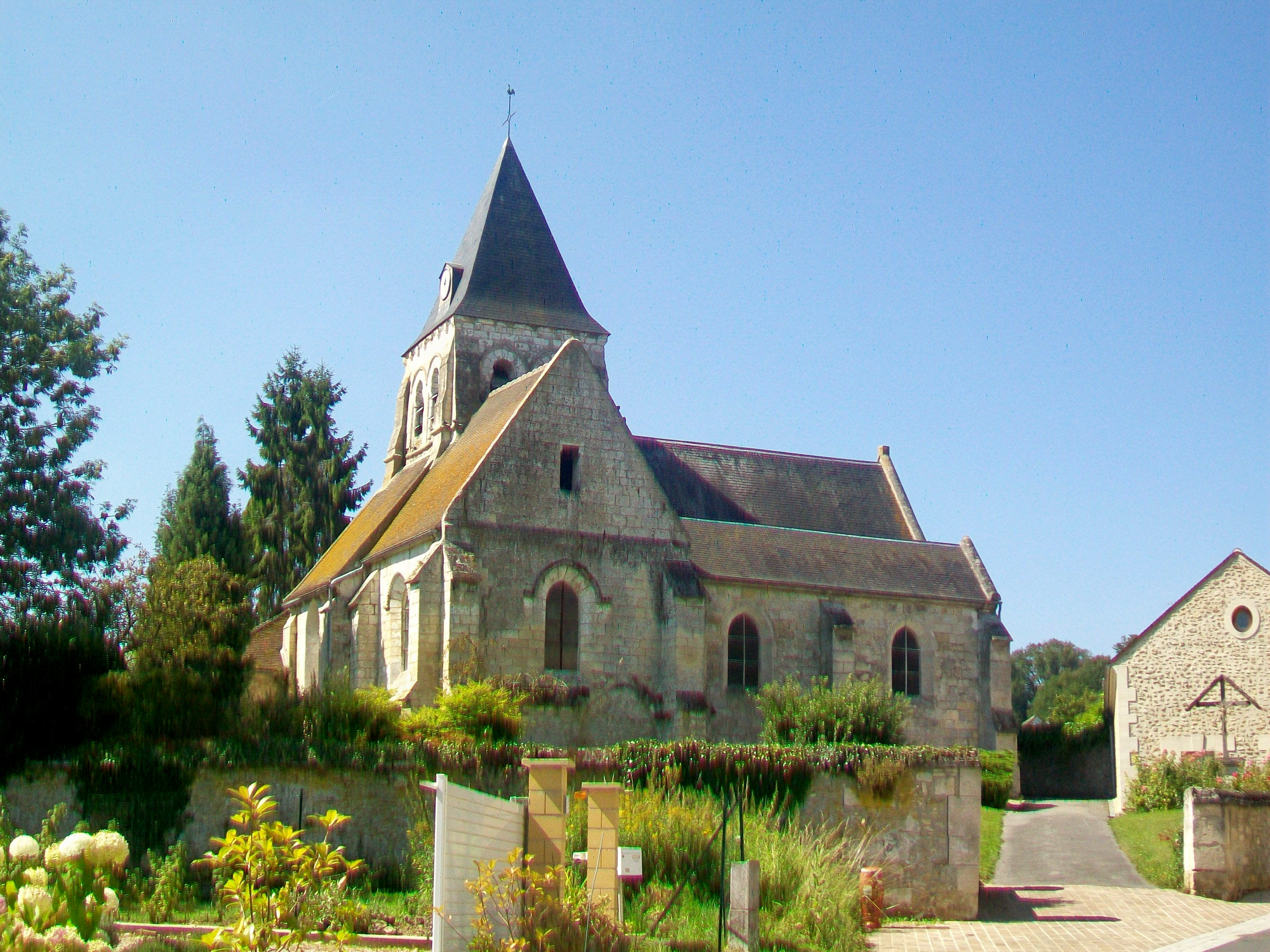
Kirche Saint-Côme-Saint-Damien

Siehe auch: Liste der Monuments historiques in Rosoy (Oise)
- Kirche Saint-Côme-Saint-Damien
- Ehemaliges Priorats des Tempelordens
- Kapelle von Hardencourt
- Schloss Verderonne